# Edward M. Kennedy Institute for the United States Senate

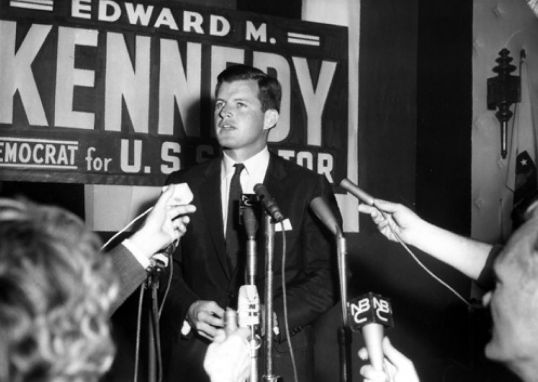
Ted Kennedy tijdens de Senaatscampagne van 1962

Het Edward M. Kennedy Institute for the United States Senate is een instituut opgericht door en gewijd aan de voormalig Amerikaans senator Edward M. (Ted) Kennedy, de jongste broer van voormalig Amerikaanse president John F. Kennedy.
Het instituut stelt zich ten doel om publieksvoorlichting te geven over de rol van de Senaat in de Amerikaanse politiek, het vergroten van betrokkenheid van burgers bij de politiek, het aanjagen van publiek debat en het aanmoedigen van jongeren om zich in te zetten voor bestuur en politiek.
Het instituut heeft daartoe een uitgebreid opleidingsprogramma ontwikkeld. In het gebouw van het instituut zelf, waar een replica is gemaakt van de zittingszaal van de Amerikaanse senaat, worden tentoonstellingen georganiseerd die dienstig moeten zijn aan de doelstellingen van het instituut. Ook worden vooraanstaande sprekers uitgenodigd voor het geven van lezingen.
Het instituut is gevestigd in een gebouw dat ontworpen is door Rafael Viñoly dat ligt op het terrein van de Universiteit van Massachusetts in Boston, nabij de John F. Kennedy Presidential Library. Daarnaast beschikt het instituut over het voormalig zomerverblijf van de familie Kennedy op Cape Cod, waar zomerscholen worden georganiseerd en dat zoveel mogelijk wordt opengesteld voor het algemene publiek.